# Stenonartonia occipitalis
Stenonartonia occipitalis (лат.) — вид одиночных ос рода Stenonartonia (Eumeninae). Южная Америка.

## Распространение
Южная Америка: Аргентина.

## Описание
Осы среднего размера с желтовато-буровато-черной окраской тела, длина около 1 см. Сходен с S. rejectoides, но отличается тем, что тергит T1 округло изогнут сверху и имеет нижний поперечный киль; более диффузно очерченная проподеальная впадина покрыта прямыми неотражающими волосками; метасомальным дорсум покрыт более плотным волосистым покровом, закрывающим тело. Цветовой рисунок напоминает социальную осу Brachygastra lecheguana (Полистины): черноватое тело покрыто густым золотистым волоском, хорошо заметные метасомальные желтые отметины и янтарные передние крылья, постепенно переходящие в тускло-коричневые к вершине. Вид был впервые описан в 2011 году бразильским энтомологом Bolívar R. Garcete-Barrett (Laboratório de Biologia Comparada de Hymenoptera, Departamento de Zoologia, Universidade Federal do Paraná, Куритиба, Парана, Бразилия).